# 信貴山電鉄デ5形電車

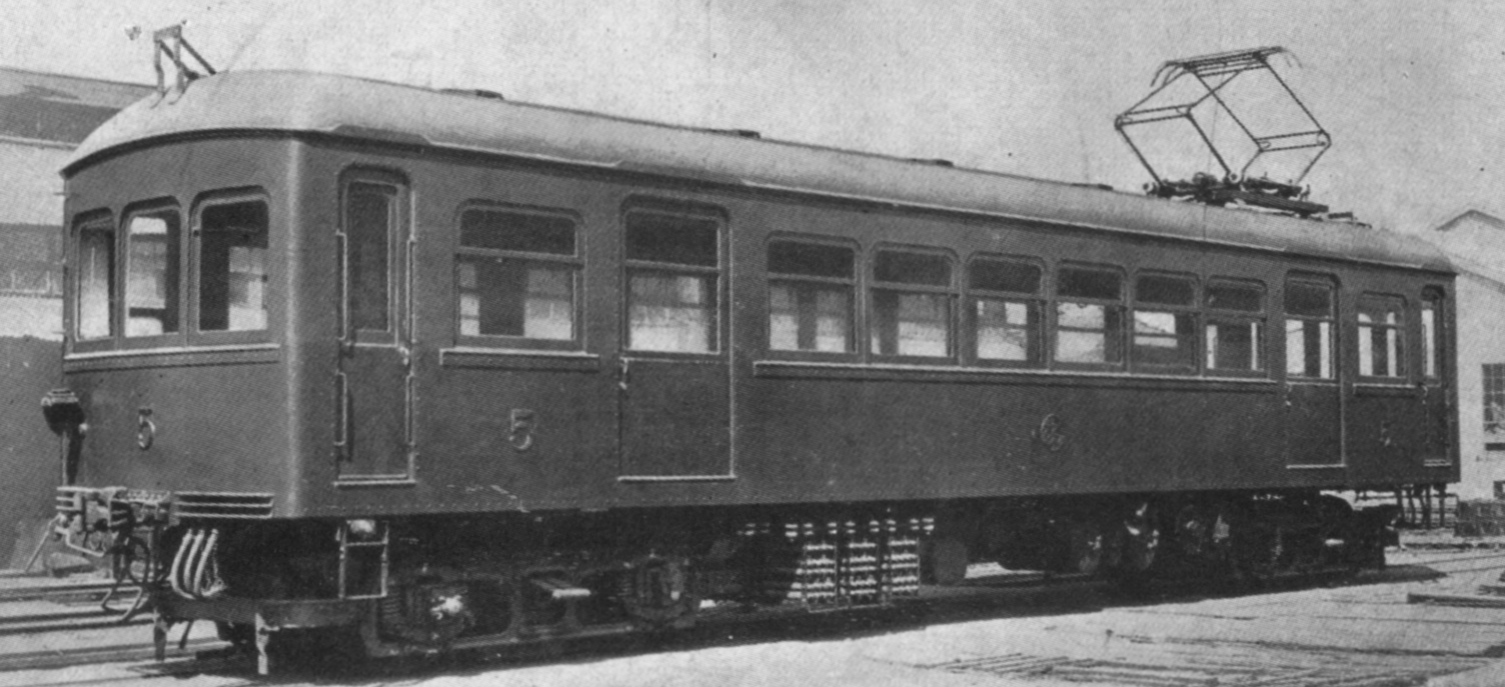
デ5形5

信貴山電鉄デ5形電車（しぎさんでんてつデ5がたでんしゃ）は、信貴山電鉄（後に信貴山急行電鉄と改名した後廃止）が鉄道線用として、1930年（昭和5年）の開業にあわせて製造した電車である。日本車輌製造で5〜7の3両が製造された。
信貴山電鉄の鉄道線は「平坦線」とは言うものの、山麓からケーブルカー（鋼索線　現・近鉄西信貴鋼索線）で登山した山上領域に敷設された特殊な孤立路線で、一般鉄道としては起伏が激しく勾配も厳しいものであった。そのため同車は車長14m程度と短いものの、ブレーキには通常の物のほかに線路にブレーキシューを押し当てて停車するカーボランダムブレーキを非常用に搭載していた。また、台車もフレームが鋳物で作られていて、軸箱の両側をばねで抑える構造になっていた。
窓については、下部は角ばらせたが上部は丸みをつけた、いわゆる「ニコニコ窓」の車両である。
開業にあたっての入線時には、鋼索線を利用し山上まで引き上げる措置が取られた。デ6は1937年（昭和12年）、走行中に谷底へ転落する事故を起こして大破し廃車となった。残り2両は鉄道線の休止まで使用され、休止後は鋼索線を使用して山を下り、南大阪線に転じた。このとき、形式はモ5251形（5251・5252）と改められた。その後1946年（昭和21年）に伊賀線に再び移動し、台車を他車発生品の通常型イコライザー式に交換して、1977年（昭和52年）まで同線で使用された。当時の伊賀線では、荷物室を持たない唯一の車両であった。

## 主要諸元
- 車体構造：半鋼製
- 最大寸法（長さ×幅×高さ）：14,260mm×2,650mm×3,795mm
- 自重：33.0t
- 定員：90人（座席42人）
- 主電動機：MB-64-C(60kW)×4
- 駆動方式：吊掛式
- 制御方式：HL
- 制動方式：AMA自動空気ブレーキ、手ブレーキ、カーボランダムブレーキ
- 台車：住友KS-85L